# Савостьянов, Александр Александрович
Александр Александрович Савостьянов (в некоторых источниках Севастьянов, 13 октября 1871, Одесса, Российская империя — 1947, Париж, Франция) — украинский биолог русского происхождения, дворянин, городской голова Винницы во время немецкой оккупации (1941—1943).

## Биография
Родился в дворянской семье.
Окончил естественное отделение физико-математического факультета Киевского университета Св. Владимира 1895 года. Следующие 3 года учился в Новоалександрийском институте сельского хозяйства и лесоводства (ныне на территории Польши, город Пулавы), после чего работал там же в 1898—1902 годах, одновременно был в командировке в других научных учреждений Европы.
Был уездным предводителем дворянства в Гайсине, а 1913—1917 годах земским главой Гайсина. Его женой была Алла Гоф, этническая немка. В годы независимости Украины поддержал власть гетмана П. П. Скоропадского, во времена которого работал старостой Гайсинского уезда, а также в других государственных органах.
В годы советской власти работал в научных учреждениях, изучал растения Украины и их экологию. В то же время также работал главой кафедры медицинской биологии в Винницком медицинском институте, одним из основателей которого он был.
Во времена немецкой оккупации возглавил городскую управу (его заместителем был коллега из мединститута Г. С. Ган, а областную управу возглавил другой коллега-медик, Исидор Фадеевич Бернард). Инициировал расследованию Винницких расстрелов, но сам не входил в состав «международной следственной комиссии». Пытался защищать людей, которых преследовали немцы, и из-за бессилия противостоять им пытался совершить самоубийство; ему удалось спасти нескольких еврейских детей. Благодаря его усилиям Винницкий медицинский институт продолжил функционирование во время оккупации, а сам Савостьянов преподавал в нём наряду со своими обязанностями городского головы. В июле 1943 года был награждён серебряным знаком отличия для восточных народов.
В конце декабря 1943 года (за 3 месяца до вступления советских войск в Винницу) уволился с должности городского головы и с женой эмигрировал на Запад. Оказался во Франции. Похоронен на кладбище Сент-Женевьев-де-Буа.

## Награды
- Знак отличия для восточных народов в серебре.